# 세르비아의 국장

세르비아의 국장

세르비아의 국장은 세르비아 몬테네그로 시절이었던 2004년 8월 17일에 제정되었다. 국장의 원형은 1882년에 제정되었던 오브레노비치 왕조의 문장이다.
왕관이 올려진 빨간색 망토 가운데에는 빨간색 방패가 그려져 있다. 빨간색 방패 안에는 두 개의 머리를 가진 은색 독수리가 그려져 있으며 양쪽 독수리 발톱 사이에는 두 개의 금색 백합 문양이 그려져 있다. 방패 위쪽에는 왕관이 올려져 있으며 방패 가운데에는 은색 세르비아 십자가 새겨진 빨간색 작은 방패가 그려져 있다.
쌍두수리와 세르비아 십자는 세르비아가 비잔티움 제국의 지배를 받던 시대부터 사용된 문장이다. 특히 세르비아 십자는 세르비아 정교회의 상징이기도 하다. 십자가 주변에는 하얀색 키릴 문자 С 문양 4개가 그려져 있는데 이는 "단결만이 세르비아인을 구원한다"(세르비아어: Само слога Србина спасава, Samo sloga Srbina spasava)라는 세르비아어 표어에서 유래된 문양으로 해석되기도 한다.

## 그 외의 국장

세르비아의 소형 국장, 일명 코카르다(kokarda, Кокарда))

## 역대 세르비아의 국장

1835년-1881년 세르비아 공국의 국장
1882년-1918년 세르비아 왕국의 국장
1947년-1989년 세르비아 사회주의 공화국의 국장
1990년-2004년 세르비아 공화국의 국장
2004년-2010년 세르비아의 국장
2004년-2010년 세르비아의 소형 국장

## 같이 보기
- 세르비아의 국기